# Универзитет у Бечу
Универзитет у Бечу најстарији је и највећи универзитет на немачком говорном подручју, поред универзитета у Прагу, који је био вишејезични. Овај универзитет је 12. марта 1365. године установио Рудолф IV заједно са својом браћом и његове браће Албрехтом III и Леополдом III. Носи и назив Главни универзитет.
Данашњу главну зграду је између 1871. године и 1884. године изградио Хајнрих од Ферстела. Од 1365. године до 1975. године, Бечки универзитет је био једина високошколска установа у Бечу, а данас броји 63.000 студената и највећи је универзитет у главном граду Аустрије. Од 1. октобра 2022. године, ректор је историчар уметности Себастијан Шице.

## Историја

### Од средњег века до просветитељства
Универзитет су основали 12. марта 1365. Рудолф , војвода Аустрије, и његова два брата, војводе Алберт III и Леополд III, па отуда додатно име „Алма Матер Рудолфина“. После Карловог универзитета у Прагу и Јагелонског универзитета у Кракову, Универзитет у Бечу је трећи најстарији универзитет у централној Европи и најстарији универзитет у савременом немачком говорном подручју; остаје питање дефиниције, јер је Карлов универзитет у Прагу такође имао немачки као говорни језик када је основан.
Универзитет у Бечу је направљен по узору на Универзитет у Паризу. Међутим, папа Урбан V није ратификовао оснивачки акт који је санкционисао Рудолф IV, посебно у вези са катедром за теологију. Ово је вероватно било због притиска Карла IV, цара Светог римског царства, који је желео да избегне конкуренцију са Карловим универзитетом у Прагу. Одобрење је коначно добијено од папе 1384. године и Универзитету у Бечу је додељен статус пуноправног универзитета, укључујући и Католички богословски факултет. Прва универзитетска зграда отворена је 1385. Ова институција је израсла у највећи универзитет Светог римског царства, а током појаве хуманизма средином 15. века била је дом за више од 6.000 студената.
Универзитет је у раним годинама имао делимично хијерархијску, делом кооперативну структуру, у којој је ректор био на врху, док су студенти имали мало речи и били су смештени на дну. Магистри и доктори су чинили четири факултета и бирали академске званичнике из својих редова. Студенти, али и сви остали чланови универзитета, били су подељени у четири академске нације. Њихови изабрани чланови одбора, углавном сами дипломирани студенти, имали су право да бирају ректора. Он је шредседавао над конзисторијом у коме су били прокуристи сваког народа и декани факултета, као и Скупштином универзитета, на којој су учествовали сви универзитетски наставници. Жалбе или молбе на одлуке факултета од стране студената је морао да поднесе магистар или доктор.

### Од 19. века па надаље
Велике промене су уведене у јеку Револуције 1848. године, при чему је Филозофском факултету додељен једнак статус као Теолошком, Правном и Медицинском. Предвођен реформама Леополда, грофа фон Туна и Хоенштајна, универзитет је успео да постигне већи степен академске слободе. Садашњу главну зграду на Рингштраси је између 1877. и 1884. саградио Хајнрих вон Ферстел. Претходна главна зграда налазила се у близини Стубен капије (Стубентор) на тргу Иганц Сајпел, садашњем дому старе универзитетске цркве (Universitätskirche) и Аустријске академије наука (Österreichische Akademie der Wissenschaften). Жене су примане као редовни студенти од 1897. године, иако су њихове студије биле ограничене на филозофију. Преостали одсеци су постепено следили њихов пример, иако са значајним закашњењем: медицина 1900, право 1919, протестантска теологија 1923. и коначно римокатоличка теологија 1946. Десет година након пријема првих студенткиња, Елисе Рихтер је постала прва жена која је добила хабилитацију, поставши професор романских језика 1907; она је била и прва жена истакнути професор.
Крајем 1920-их, универзитет је био у сталним превирањима због антидемократских и антисемитских активности делова студентског тела. Професора Морица Шлика убио је бивши студент док се пењао степеницама Универзитета идући на наставу. Његовог убицу је касније ослободио нацистички режим. Након аншлуса, припајања Аустрије Великој Немачкој од стране нацистичког режима 1938. године, Универзитет у Бечу је реформисан у политичким аспектима и велики број професора и студената је отпуштен из политичких и „расних“ разлога. У априлу 1945. године, тада 22-годишњем Курту Шуберту, касније признатом доајену јудаистичких студија на Универзитету у Бечу, совјетске окупационе снаге су дозволиле да поново отвори универзитет за наставу, због чега се сматра незваничним првим ректором у послератном периоду. Дана 25. априла 1945. уставни правник Лудвиг Адамович старији изабран је за званичног ректора Универзитета у Бечу. Велики степен учешћа студената и универзитетског особља остварен је 1975. године, међутим универзитетске реформе из 1993. и 2002. године у великој мери су поново успоставиле професоре као главне доносиоце одлука. Међутим, такође као део реформе из 2002. године, универзитет је након више од 250 година током којих је био углавном под контролом владе, коначно повратио свој пуни правни капацитет. Број факултета и центара повећан је на 18, а цео медицински факултет се одвојио у нови Медицински универзитет у Бечу.

## Међународно признање
Универзитет у Бечу има највиши ранг у области уметности и хуманистичких наука, где се налази на 35. односно 54. месту у свету према  и  ранг листи. Изванредни предмети су географија (на 28. месту у свету у 2013.), лингвистика и филозофија (оба 46. на глобалном нивоу) и право (на 32. месту у Европи и 73. на глобалном нивоу). Високо је оцењен по академској репутацији и броју међународних студената, али ниско у погледу односа између факултета и студената и цитата по члану особља.
| Година | Светско рангирање             | Светско рангирање | Светско рангирање           | Светско рангирање          | Светско рангирање | Светско рангирање                         | Светско рангирање | Светско рангирање | Светско рангирање | Светско рангирање | Светско рангирање | Светско рангирање | Светско рангирање | Светско рангирање    | Светско рангирање             | Светско рангирање | Светско рангирање | Светско рангирање                   | Светско рангирање                   |                        |
| Година | Уметност и хуманистичке науке | Природне науке    | Друштвене науке и менаџмент | Класика и античка историја | Археологија       | Теологија, божанство и религијске студије | Филозофија        | Историја          | Социологија       | Политика          | Антропологија     | Географија        | Земља и море      | Науке о Земљи и мору | Комуникације и студије медија | Лингвистика       | Савремени језици  | Социјална политика и администрација | Статистика и оперативна истраживања | Право и правне студије |
| ------ | ----------------------------- | ----------------- | --------------------------- | -------------------------- | ----------------- | ----------------------------------------- | ----------------- | ----------------- | ----------------- | ----------------- | ----------------- | ----------------- | ----------------- | -------------------- | ----------------------------- | ----------------- | ----------------- | ----------------------------------- | ----------------------------------- | ---------------------- |
| 2019   | 70                            | 148               | 128                         | 16                         | 37                | 51-100                                    | 51-100            | 51-100            | 51-100            | 101-150           | 51-100            | 101-150           | 51-100            | 35                   | 51-100                        | 51-100            | 51-100            | 101-150                             | 51-100                              |                        |

| 2019 | 30 | 83 | 95 |

## Познате личности

### Нобеловци
- Роберт Барани
- Ханс Фишер
- Фридрих Аугуст фон Хајек
- Виктор Франц Хес
- Карл Ландштајнер
- Ото Леви
- Конрад Лоренц
- Ервин Шредингер
- Јулијус Вагнер-Јаурег

### Остали
| - Бруно Бетелхајм - Бруно Крајски - Паул Фејерабенд - Хајнц Фишер - Иван Франко - Хуго фон Хофманстал - Карл Каутски - Карл Краус - Карл Ренер - Михаел Мајр - Томаш Масарик - Лизе Мајтнер | - Алојз Мок - Папа Пије III - Петер Порш - Манфред Румпл - Волфганг Шисел - Ернст Штерувиц - Адалберт Штифтер - Курт Валдхајм - Зигмунд Фројд - Ханс Келсен - Ханс Аспергер |